# Willa „Holenderka” w Szczawnicy
Willa „Holenderka” w Szczawnicy – zabytkowa willa w Szczawnicy, przy placu Józefa Dietla 7 – zamykająca, wraz z willą Pod Bogarodzicą i Domem nad Zdrojami, plac od północnej strony. Znajduje się u wylotu ul. Kowalczyk. W dobudowanej od północnej strony części znajduje się obecnie Muzeum Historii Uzdrowiska.

## Pochodzenie nazwy
Willę wybudowano – według planu Józefa Szalaya w stylu holenderskim.

## Historia
Parter budynku został wybudowany z kamienia, a pierwsze piętro – muru pruskiego. Na parterze znajdowało się 1-pokojowe mieszkanko z alkową i kuchnią, a na I piętrze było 3-pokojowe mieszkanie z balkonem i przedpokojem.

## Mieszkańcy i użytkownicy
- Od 1896 roku mieściły się w tym budynku biura Zakładu Zdrojowego.
- Od końca XIX wieku przyjmował tu też znany lekarz z Krościenka nad Dunajcem – Rudolf Hammerschlag, a później, do 1939 roku – lekarz Roman Hammerschlag.
- W czasie okupacji mieszkał w tym domu słynny lekarz, profesor Uniwersytetu Jagiellońskiego Władysław Szumowski (1875–1945) leczący szczawniczan od początku XX wieku.
- W latach 1970–1990 na parterze mieściły się tu biura Państwowego Biura Podróży Orbis (tu kuracjusze kupowali m.in. bilety kolejowe na powrót ze Szczawnicy).

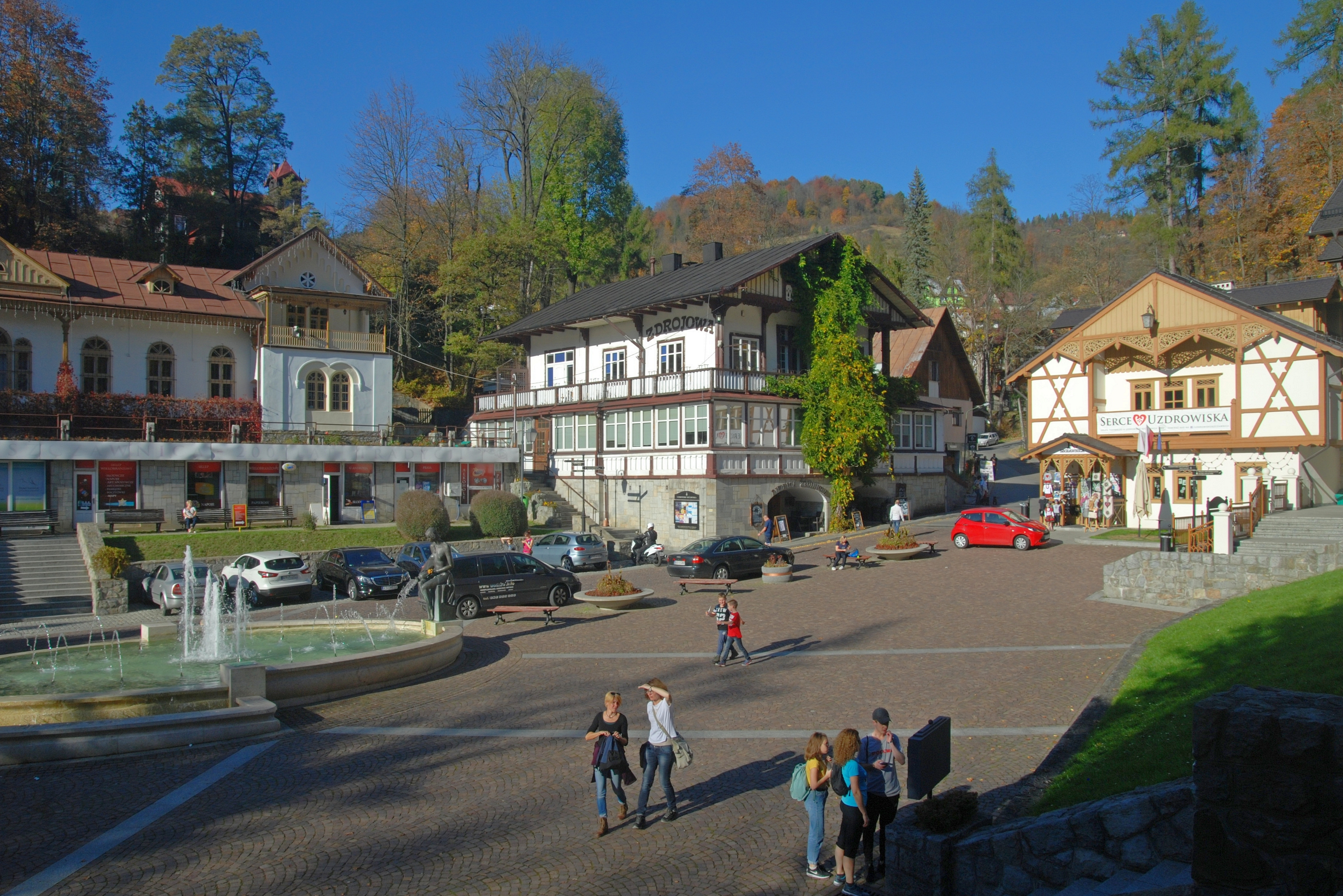
Ogólny widok na plac Dietla, od lewej: willa „Pałac”, willa „Pod Bogarodzicą”, willa „Holenderka”
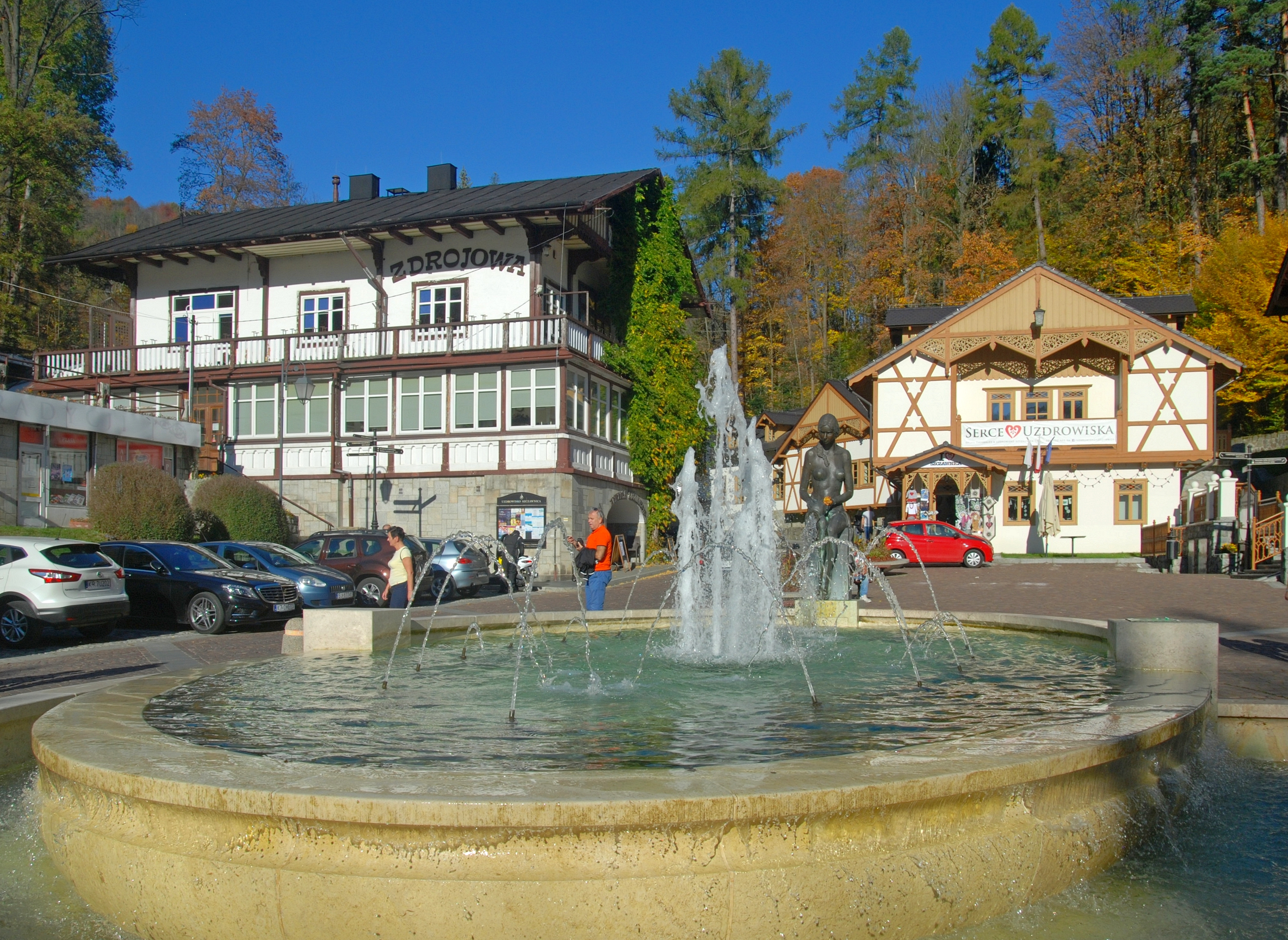
Widok od fontanny
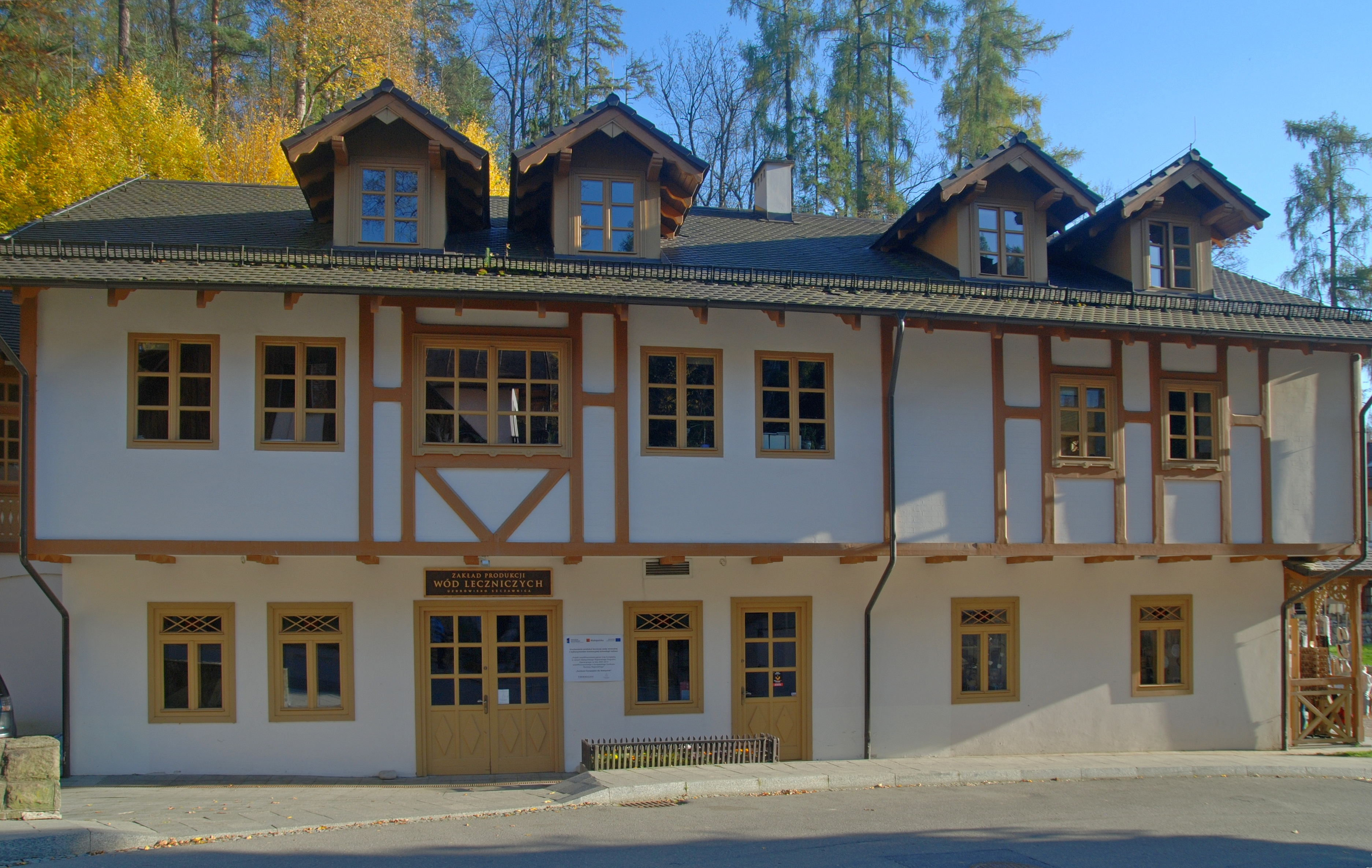
Elewacja zachodnia

## Muzeum Historii Uzdrowiska
Powyżej Holenderki, po wschodniej stronie ulicy Kowalczyk jeszcze w połowie XX wieku mieściły się stajnie i wozownie. W latach 60. XX wieku na ich miejscu wybudowano rozlewnię wody mineralnej „Szczawniczanka” wraz ze składem butelek i opakowań. W latach 2007–2008 rozlewnia została rozebrana, a na jej miejscu wybudowano nowy budynek w stylu odpowiadającym „Holenderce”. Na parterze nowej willi mieści się udostępnione w 2010 roku Muzeum Historii Uzdrowiska, gromadzące eksponaty będące pamiątką i zapisem dziejów uzdrowiska, które przybliżają kuracjuszom tradycje, koloryt i specyfikę regionu. W muzeum organizowane są również czasowe wystawy i inne wydarzenia kulturalne.

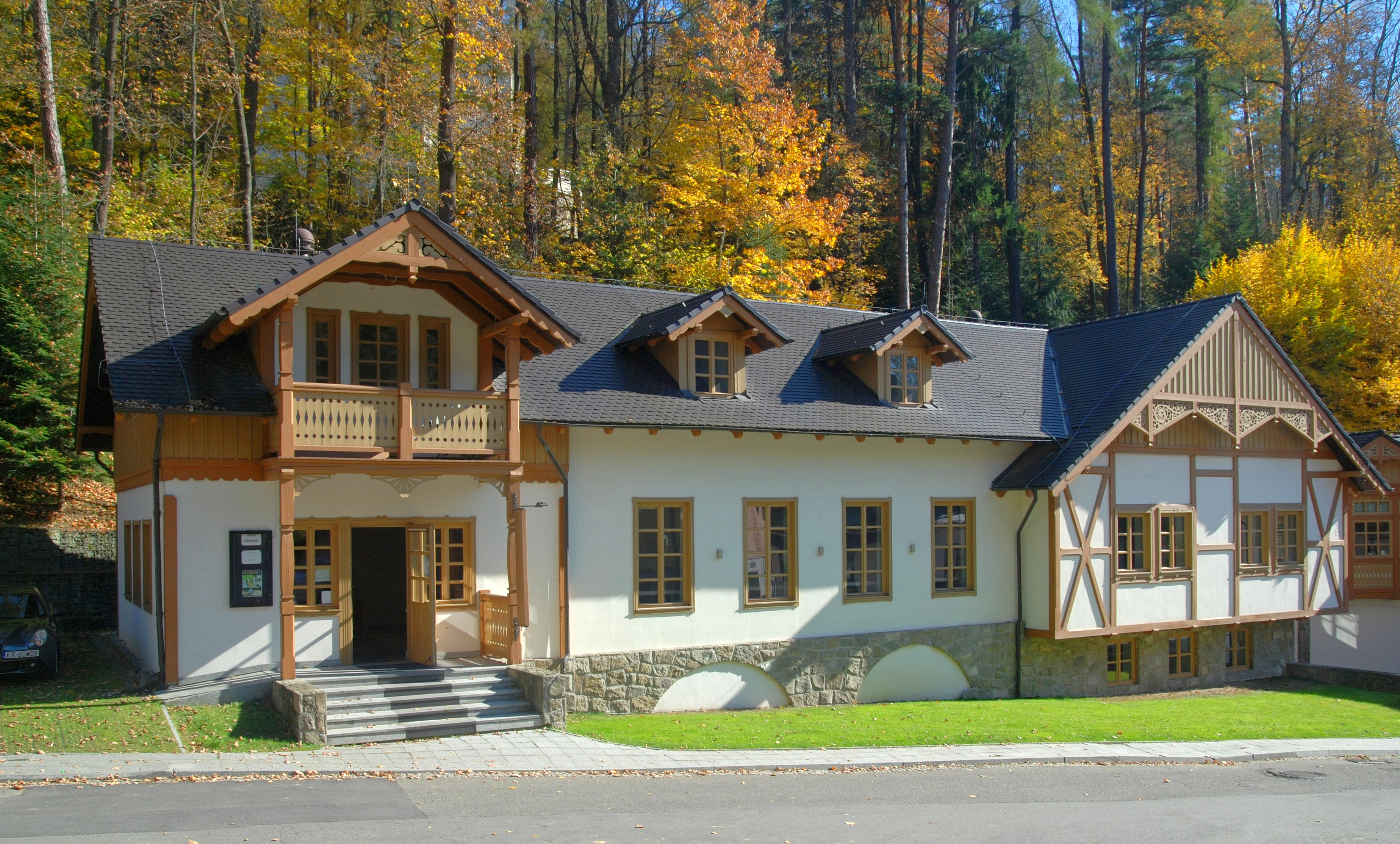
Budynek Muzeum Historii Uzdrowiska
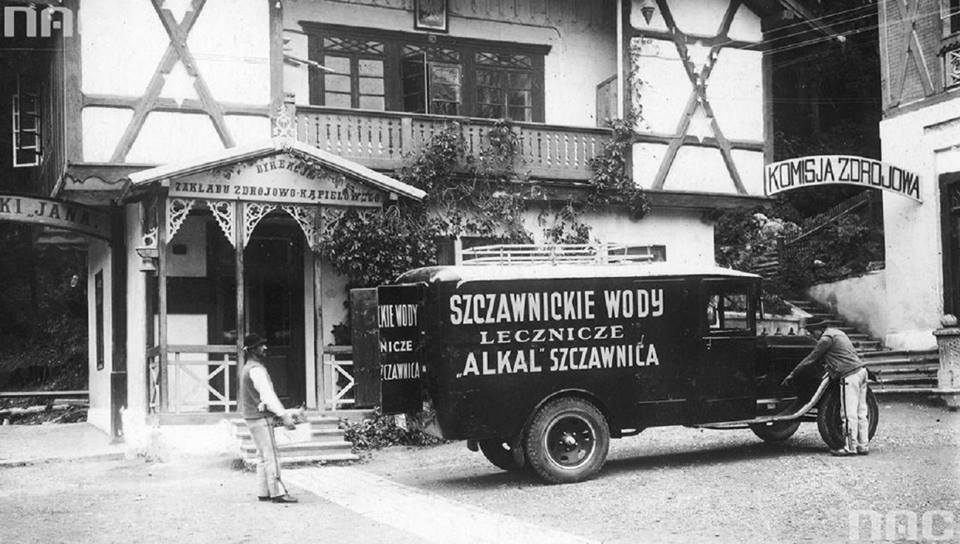
Ciężarówka dystrybuująca szczawnicką wodę mineralną przed willą „Holenderka”, 1925 rok, ze zbiorów NAC

## Thermaleo Sp. z o.o.
Nad muzeum, na piętrze nowego budynku mieszczą się biura spółki Thermaleo Sp. z o.o., która administruje rewitalizacją Szczawnicy. Jest to rodzinna spółka, założona przez prawnuków hrabiego Adama Stadnickiego, zarejestrowana w 2004 roku. Zadaniem Spółki jest „Stworzenie w Szczawnicy kurortu z pełną gamą zabiegów i dostępem do komfortowych sanatoriów; przygotowanie bogatego zaplecza infrastrukturalnego oraz szerokiej oferty kulturalnej”. Prezesem zarządu Spółki jest Krzysztof Mańkowski, praprawnuk Stadnickiego.

## Numeracja
Dom ma adres „Plac Dietla 7”, ale według rejestru zabytków NID – 8.